# Gongylosoma scripta
Gongylosoma scripta är en ormart som beskrevs av Theobald 1868. Gongylosoma scripta ingår i släktet Gongylosoma och familjen snokar. Inga underarter finns listade i Catalogue of Life.
Denna orm förekommer i Thailand och kanske i angränsande områden av Myanmar. Den lever i kulliga områden och i bergstrakter mellan 300 och 1000 meter över havet. Gongylosoma scripta vistas i städsegröna skogar. Den gömmer sig ofta i lövskiktet, i det översta jordlagret, under stenar eller under träbitar som ligger på marken.
Intensivt skogsbruk och skogens omvandling till jordbruksmark påverkar beståndet negativ. Det lämpliga habitatet är fortfarande ganska stort och i regionen inrättades flera skyddszoner. IUCN kategoriserar arten globalt som livskraftig.